# Bistum Tulcán
Das Bistum Tulcán (lateinisch Dioecesis Tulcanensis, spanisch Diócesis de Tulcán) ist eine in Ecuador gelegene römisch-katholische Diözese mit Sitz in Tulcán.

## Geschichte
Das Bistum Tulcán wurde am 17. März 1965 durch Papst Paul VI. aus Gebietsabtretungen des Bistums Ibarra errichtet und dem Erzbistum Quito als Suffraganbistum unterstellt.

## Bischöfe von Tulcán
- Luis Clemente de la Vega Rodriguez, 1965–1987
- Germán Trajano Pavón Puente, 1989–2001, dann Bischof von Ambato
- Luis Antonio Sánchez Armijos SDB, 2002–2010, dann Bischof von Machala
- Fausto Gaibor García, 2011–2021
  - Luis Bernardino Núñez Villacís, 2021 (Rücktritt vor der Bischofsweihe)
- Carlos Washington Yépez Naranjo, seit 2023

## Weblinks

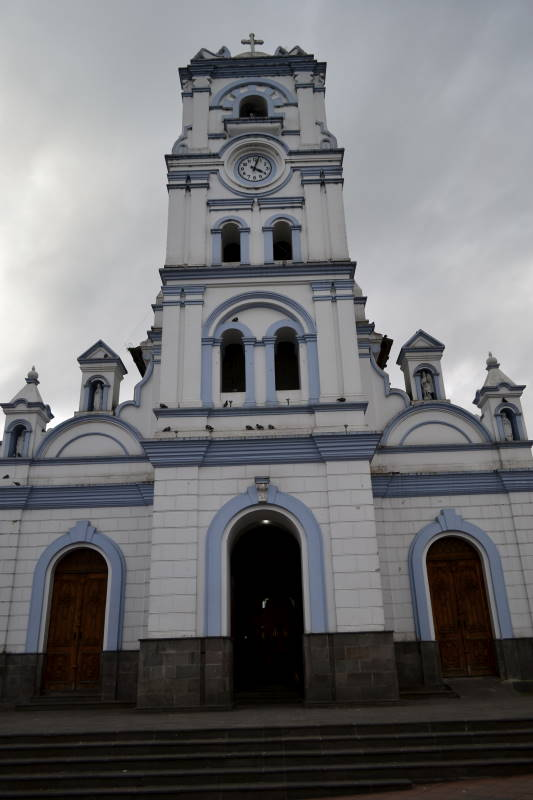
Kathedrale Tulcán